# Hirtella megacarpa
Hirtella megacarpa là một loài thực vật thuộc họ Chrysobalanaceae. Đây là loài đặc hữu của Tanzania.